# Saison 1927-1928 du FC Barcelone
La saison 1927-1928 du FC Barcelone est la 29e depuis la fondation du club.
Barcelone, présidé par Arcadi Balaguer et entraîné par Romà Forns, remporte la Coupe d'Espagne pour la huitième fois, le championnat de Catalogne et le Tournoi des champions (ancêtre de la Liga).

Le FC Barcelone, vainqueur de la Coupe d'Espagne de 1928. Debout : Forns (entr.), Mas, Castillo, Llorens, Walter, Guzmán, Carulla et Platko. Assis : Piera, Sastre, Samitier, Arocha et Sagi.

## Faits marquants[1]
Lors de cette saison, le FC Barcelone remporte trois titres.
Le plus important est la victoire en finale de la Coupe d'Espagne face à la Real Sociedad qui est considérée pendant plusieurs années comme la plus grande geste du club. Barça et Real Sociedad jouent la finale à Santander le 20 mai 1928 qui se termine sur le score de 1 à 1 avec une grave blessure du gardien Franz Platko qui fut héroïque et dont le courage est immortalisé par le poète Rafael Alberti dans son "Ode à Platko".
Le 22 mai, on rejoue la finale qui s'achève une nouvelle fois sur le score de 1 à 1 grâce aux interventions providentielles du gardien Barceloneis Ramon Llorens. La Guardia civil doit intervenir pour que les deux équipes ne s'écharpent pas dans les vestiaires. La troisième finale est reportée après les Jeux olympiques.
Le 29 juin, lors de la troisième finale à Santander, Barcelone bat la Real Sociedad 3 à 1 avec une nouvelle exhibition du gardien Llorens. Des milliers de personnes en liesse reçoivent les joueurs, dont plusieurs sont blessés, à leur retour à Barcelone.
En raison de la violence et de la difficulté des trois matchs contre la Real Sociedad, ce titre est longtemps considéré comme le plus important de l'histoire du club.
Rafael Alberti raconte ainsi le premier match : « Un match brutal. C'était un match de football, mais il y avait aussi en jeu le nationalisme. Platko, un gigantesque gardien hongrois, défendait comme un taureau les buts catalans. Il y eut des blessés, des coups de la Guardia civil et des mouvements de foule. Dans un moment de paroxysme, Platko fut chargé par plusieurs joueurs de la Real Sociedad le laissant ensanglanté, sans connaissance, à quelques mètres de son poste, mais avec le ballon entre les bras. Il réapparut avec la tête bandée, fort et valeureux, décidé à y laisser sa peau. » Ensuite, Rafael Alberti écrira son fameux poème dédié au gardien blaugrana, "Oda a Platko".
Le Barça remporte aussi le championnat de Catalogne en battant ses principaux rivaux, le RCD Espanyol et le CE Europa.
La saison s'achève par une tournée d'un mois en Amérique du Sud avec des matchs face à l'équipe d'Argentine, Boca Juniors, River Plate, Peñarol et Nacional de Montevideo, entre autres.

## Effectif[2],[3]
|           |                      |      | Total | Total | Championnat de Catalogne | Championnat de Catalogne | Coupe d'Espagne | Coupe d'Espagne |
| --------- | -------------------- | ---- | ----- | ----- | ------------------------ | ------------------------ | --------------- | --------------- |
| P         | Joueur               | Pays | PT    | Buts  | PT                       | Buts                     | PT              | Buts            |
| Gardien   | Ramon Llorens        |      | 18    | -24   | 10                       | -6                       | 8               | -18             |
| Gardien   | Franz Platko         |      | 12    | -13   | 5                        | -5                       | 7               | -8              |
| Gardien   | Jaume Hospital       |      | 1     | -2    |                          |                          | 1               | -2              |
| Défenseur | Enrique Mas          |      | 32    | 3     | 15                       |                          | 17              | 3               |
| Défenseur | Emil Walter          |      | 30    | 3     | 13                       | 2                        | 17              | 1               |
| Défenseur | Baldiri Elias        |      | 1     |       | 1                        |                          |                 |                 |
| Défenseur | Joaquim Muntané      |      | 1     |       | 1                        |                          |                 |                 |
| Défenseur | Joan Massaguer       |      | 0     |       |                          |                          |                 |                 |
| Milieu    | Domingo Carulla      |      | 32    | 1     | 15                       | 1                        | 17              |                 |
| Milieu    | José Carlos Castillo |      | 31    | 1     | 15                       |                          | 16              | 1               |
| Milieu    | Andreu Bosch         |      | 16    |       | 11                       |                          | 5               |                 |
| Milieu    | Ramón Torralba       |      | 3     |       | 1                        |                          | 2               |                 |
| Milieu    | Joaquim Roig         |      | 0     |       |                          |                          |                 |                 |
| Milieu    | Cristóbal Martí      |      | 0     |       |                          |                          |                 |                 |
| Milieu    | Agustín Sancho       |      | 0     |       |                          |                          |                 |                 |
| Milieu    | Ponsà                |      | 0     |       |                          |                          |                 |                 |
| Attaquant | Vicente Piera        |      | 27    | 7     | 12                       | 3                        | 15              | 4               |
| Attaquant | Josep Samitier       |      | 25    | 34    | 10                       | 13                       | 15              | 21              |
| Attaquant | José Sastre          |      | 22    | 20    | 7                        | 9                        | 15              | 11              |
| Attaquant | Emilio Sagi-Barba    |      | 20    | 1     | 11                       |                          | 9               | 1               |
| Attaquant | Ángel Arocha         |      | 17    | 14    | 8                        | 7                        | 9               | 7               |
| Attaquant | Juan Ramón           |      | 16    | 15    | 11                       | 14                       | 5               | 1               |
| Attaquant | Patricio Arnau       |      | 14    | 8     | 5                        | 3                        | 9               | 5               |
| Attaquant | Antonio García       |      | 13    | 5     | 7                        | 4                        | 6               | 1               |
| Attaquant | Manuel Parera        |      | 12    | 1     | 7                        | 1                        | 5               |                 |
| Attaquant | Ramon Guzmán         |      | 9     |       |                          |                          | 9               |                 |
| Attaquant | Ramón Parera         |      | 0     |       |                          |                          |                 |                 |

| Matchs amicaux |

| 8 septembre 1927 | UE Sants | 1 - 2 | FC Barcelone   |                                       |                                       |
|                  |          |       | Segura · Ramon | Sants, Barcelone Arbitrage : Pellicer | Sants, Barcelone Arbitrage : Pellicer |
|                  |          |       |                | Sants, Barcelone Arbitrage : Pellicer | Sants, Barcelone Arbitrage : Pellicer |

| 25 septembre 1927 | CE Europa | 2 - 1 | FC Barcelone |                                            |                                            |
|                   |           |       | Sancho       | El Guinardó, Barcelone Arbitrage : Vilalta | El Guinardó, Barcelone Arbitrage : Vilalta |
|                   |           |       |              | El Guinardó, Barcelone Arbitrage : Vilalta | El Guinardó, Barcelone Arbitrage : Vilalta |

| 8 décembre 1927 | Zaragoza CD | 1 - 3 | FC Barcelone  |                               |                               |
|                 |             |       | Bosch · Arnau | Saragosse Arbitrage : Adrados | Saragosse Arbitrage : Adrados |
|                 |             |       |               | Saragosse Arbitrage : Adrados | Saragosse Arbitrage : Adrados |

| 25 décembre 1927 | FC Barcelone                                | 5 - 2 | FK Viktoria Žižkov |                                                |                                                |
|                  | Samitier 2e 20e 49e · Sagi 11e · Arocha 85e |       |                    | Stade des Corts, Barcelone Arbitrage : Villena | Stade des Corts, Barcelone Arbitrage : Villena |
|                  |                                             |       |                    | Stade des Corts, Barcelone Arbitrage : Villena | Stade des Corts, Barcelone Arbitrage : Villena |

| 26 décembre 1927 | FC Barcelone | 1 - 0 | FK Viktoria Žižkov |                                          |                                          |
|                  | Ramon 16e    |       |                    | Les Corts, Barcelone Arbitrage : Arribas | Les Corts, Barcelone Arbitrage : Arribas |
|                  |              |       |                    | Les Corts, Barcelone Arbitrage : Arribas | Les Corts, Barcelone Arbitrage : Arribas |

| 8 janvier 1928 | Gimnàstic Futbol Club | 3 - 0 | FC Barcelone |                                  |
|                |                       |       |              | Tarragone Arbitrage : Villasevil |
|                |                       |       |              |                                  |

| 22 avril 1928 | FC Barcelone | 4 - 1 | Argentine |                                           |                                           |
|               | Arocha       |       |           | Les Corts, Barcelone Arbitrage : Martinez | Les Corts, Barcelone Arbitrage : Martinez |
|               |              |       |           | Les Corts, Barcelone Arbitrage : Martinez | Les Corts, Barcelone Arbitrage : Martinez |

| 29 abril 1928 | FC Barcelone                                                                 | 4 - 2 | Iluro SC |                      |                      |
|               | Tonijuan Modèle:Gol Pinilla Modèle:Gol Segura Modèle:Gol A.Garcia Modèle:Gol |       |          | Les Corts, Barcelone | Les Corts, Barcelone |
|               |                                                                              |       |          | Les Corts, Barcelone | Les Corts, Barcelone |

| 6 maig 1928 | CF Badalona | 8 - 2 | FC Barcelone                                      |                                         |                                         |
|             |             |       | Ramon Modèle:Gol Borras Modèle:Gol equip contrari | Badalone, Barcelone Arbitrage : Vilalta | Badalone, Barcelone Arbitrage : Vilalta |
|             |             |       |                                                   | Badalone, Barcelone Arbitrage : Vilalta | Badalone, Barcelone Arbitrage : Vilalta |

| 6 maig 1928 | UE Figueres | 4 - 3 | FC Barcelone                                           |                                       |                                       |
|             |             |       | Altes Modèle:Gol Segura Modèle:Gol Tonijuan Modèle:Gol | Figueres, Barcelone Arbitrage : Pujol | Figueres, Barcelone Arbitrage : Pujol |
|             |             |       |                                                        | Figueres, Barcelone Arbitrage : Pujol | Figueres, Barcelone Arbitrage : Pujol |

| 20 maig 1928 | FC Barcelone      | 1 - 4 | Real Unión |                                          |                                          |
|              | Segura Modèle:Gol |       |            | Les Corts, Barcelone Arbitrage : Villena | Les Corts, Barcelone Arbitrage : Villena |
|              |                   |       |            | Les Corts, Barcelone Arbitrage : Villena | Les Corts, Barcelone Arbitrage : Villena |

| 3 juny 1928 | FC Barcelone                       | 4 - 0 | Gimnàstic Futbol Club |                                        |                                        |
|             | Ramon Modèle:Gol Parera Modèle:Gol |       |                       | Les Corts, Barcelone Arbitrage : Sauri | Les Corts, Barcelone Arbitrage : Sauri |
|             |                                    |       |                       | Les Corts, Barcelone Arbitrage : Sauri | Les Corts, Barcelone Arbitrage : Sauri |

| 10 juny 1928 | FC Barcelone                                            | 5 - 2 | Royale Union Saint-Gilloise |                                          |                                          |
|              | Sastre Modèle:Gol Samitier Modèle:Gol Arocha Modèle:Gol |       |                             | Les Corts, Barcelone Arbitrage : Llovera | Les Corts, Barcelone Arbitrage : Llovera |
|              |                                                         |       |                             | Les Corts, Barcelone Arbitrage : Llovera | Les Corts, Barcelone Arbitrage : Llovera |

| 12 juny 1928 | FC Barcelone                                            | 4 - 0 | Royale Union Saint-Gilloise |                                         |                                         |
|              | Ramon Modèle:Gol A.Garcia Modèle:Gol Barcelo Modèle:Gol |       |                             | Les Corts, Barcelone Arbitrage : Marine | Les Corts, Barcelone Arbitrage : Marine |
|              |                                                         |       |                             | Les Corts, Barcelone Arbitrage : Marine | Les Corts, Barcelone Arbitrage : Marine |

| 17 juny 1928 | FC Barcelone                                           | 3 - 5 | CE Europa |                                          |                                          |
|              | Parera Modèle:Gol Piera Modèle:Gol Samitier Modèle:Gol |       |           | Les Corts, Barcelone Arbitrage : Vilalta | Les Corts, Barcelone Arbitrage : Vilalta |
|              |                                                        |       |           | Les Corts, Barcelone Arbitrage : Vilalta | Les Corts, Barcelone Arbitrage : Vilalta |

| 24 juny 1928 | FC Barcelone                                                                                  | 8 - 1 | Unió Esportiva Sant Andreu |                                           |                                           |
|              | Parera Modèle:Gol A.Garcia Modèle:Gol Pedrol Modèle:Gol Parera II Modèle:Gol Arnau Modèle:Gol |       |                            | Les Corts, Barcelone Arbitrage : Comorera | Les Corts, Barcelone Arbitrage : Comorera |
|              |                                                                                               |       |                            | Les Corts, Barcelone Arbitrage : Comorera | Les Corts, Barcelone Arbitrage : Comorera |

| 1 juillet 1928 | FC Barcelone      | 3 - 1 | UE Sants |                                           |                                           |
|                | Samitier · Sastre |       |          | Les Corts, Barcelone Arbitrage : Comorera | Les Corts, Barcelone Arbitrage : Comorera |
|                |                   |       |          | Les Corts, Barcelone Arbitrage : Comorera | Les Corts, Barcelone Arbitrage : Comorera |

| 4 août 1928 | Argentine | 3 - 1 | FC Barcelone |              |              |
|             |           |       | Samitier     | Buenos Aires | Buenos Aires |
|             |           |       |              | Buenos Aires | Buenos Aires |

| 5 août 1928 | Argentine | 0 - 0 | FC Barcelone |              |
|             |           |       |              | Buenos Aires |
|             |           |       |              |              |

| 11 août 1928 | Independiente de Avellaneda | 4 - 1 | FC Barcelone |              |              |
|              |                             |       | Regueiro     | Buenos Aires | Buenos Aires |
|              |                             |       |              | Buenos Aires | Buenos Aires |

| 15 août 1928 | River Plate | 1 - 0 | FC Barcelone |              |
|              |             |       |              | Buenos Aires |
|              |             |       |              |              |

| 18 août 1928 | Boca Juniors | 1 - 2 | FC Barcelone |              |              |
|              |              |       | Sastre       | Buenos Aires | Buenos Aires |
|              |              |       |              | Buenos Aires | Buenos Aires |

| 19 août 1928 | Liga Rosarina | 4 - 0 | FC Barcelone |         |
|              |               |       |              | Rosario |
|              |               |       |              |         |

| 26 août 1928 | Peñarol | 1 - 1 | FC Barcelone |            |            |
|              |         |       | Samitier     | Montevideo | Montevideo |
|              |         |       |              | Montevideo | Montevideo |

| 1 septembre 1928 | Nacional | 3 - 0 | FC Barcelone |            |
|                  |          |       |              | Montevideo |
|                  |          |       |              |            |

| Tournoi des champions |

| 9 septembre 1927 | Real Unión | 3 - 3 | FC Barcelone                 |                                     |                                     |
|                  |            |       | Sastre · Samitier · Samitier | Gal, Irun Arbitrage : Fausto Martin | Gal, Irun Arbitrage : Fausto Martin |
|                  |            |       |                              | Gal, Irun Arbitrage : Fausto Martin | Gal, Irun Arbitrage : Fausto Martin |

| 11 septembre 1927 | Arenas | 2 - 3 | FC Barcelone                  |                                      |                                      |
|                   |        |       | Samitier 19e 42e · Arocha 38e | Ibaiondo, Getxo Arbitrage : Escartin | Ibaiondo, Getxo Arbitrage : Escartin |
|                   |        |       |                               | Ibaiondo, Getxo Arbitrage : Escartin | Ibaiondo, Getxo Arbitrage : Escartin |

| 18 septembre 1927 | FC Barcelone | 2 - 1 | Real Sociedad |                                          |                                          |
|                   | Arnau 6e 27e |       |               | Les Corts, Barcelone Arbitrage : Vilalta | Les Corts, Barcelone Arbitrage : Vilalta |
|                   |              |       |               | Les Corts, Barcelone Arbitrage : Vilalta | Les Corts, Barcelone Arbitrage : Vilalta |

| 24 septembre 1927 | FC Barcelone                                  | 6 - 3 | Real Unión |                                           |                                           |
|                   | Sastre · Samitier · Walter · Carulla · Arocha |       |            | Les Corts, Barcelone Arbitrage : Escartin | Les Corts, Barcelone Arbitrage : Escartin |
|                   |                                               |       |            | Les Corts, Barcelone Arbitrage : Escartin | Les Corts, Barcelone Arbitrage : Escartin |

| 12 octobre 1927 | FC Barcelone                                         | 4 - 1 | Arenas |                                         |                                         |
|                 | Ramon Modèle:Gol Samitier Modèle:Gol Sagi Modèle:Gol |       |        | Les Corts, Barcelone Arbitrage : Melcon | Les Corts, Barcelone Arbitrage : Melcon |
|                 |                                                      |       |        | Les Corts, Barcelone Arbitrage : Melcon | Les Corts, Barcelone Arbitrage : Melcon |

| 1 novembre 1927 | FC Barcelone   | 3 - 1 | Athletic Club |                                           |                                           |
|                 | Sastre · Piera |       |               | Les Corts, Barcelone Arbitrage : Escartin | Les Corts, Barcelone Arbitrage : Escartin |
|                 |                |       |               | Les Corts, Barcelone Arbitrage : Escartin | Les Corts, Barcelone Arbitrage : Escartin |

| 21 février 1928 | Athletic Club | 0 - 1 | FC Barcelone |                                        |                                        |
|                 |               |       | Sastre       | San Mamés, Bilbao Arbitrage : Escartin | San Mamés, Bilbao Arbitrage : Escartin |
|                 |               |       |              | San Mamés, Bilbao Arbitrage : Escartin | San Mamés, Bilbao Arbitrage : Escartin |

| 19 marc 1928 | Real Sociedad | 2 - 1 | FC Barcelone |                                                     |                                                     |
|              |               |       | Piera        | Stade d'Atocha, Saint Sebastien Arbitrage : Saracho | Stade d'Atocha, Saint Sebastien Arbitrage : Saracho |
|              |               |       |              | Stade d'Atocha, Saint Sebastien Arbitrage : Saracho | Stade d'Atocha, Saint Sebastien Arbitrage : Saracho |

| 27 mai 1928 | FC Barcelone   | 2 - 2 | Real Madrid |                                          |                                          |
|             | Ramon · Arocha |       |             | Les Corts, Barcelone Arbitrage : Vilalta | Les Corts, Barcelone Arbitrage : Vilalta |
|             |                |       |             | Les Corts, Barcelone Arbitrage : Vilalta | Les Corts, Barcelone Arbitrage : Vilalta |

| 3 juin 1928 | Real Madrid | 1 - 1 | FC Barcelone |                                      |                                      |
|             |             |       | Arocha       | Chamartin, Madrid Arbitrage : Melcon | Chamartin, Madrid Arbitrage : Melcon |
|             |             |       |              | Chamartin, Madrid Arbitrage : Melcon | Chamartin, Madrid Arbitrage : Melcon |

| Championnat de Catalogne |

| 9 octubre 1927 | CD Europa       | 2 - 1 | FC Barcelone      |                                                |                                                |
|                | Cros Modèle:Gol |       | Arocha Modèle:Gol | Camp del Guinardó, Barcelone Arbitrage : Brias | Camp del Guinardó, Barcelone Arbitrage : Brias |
|                |                 |       |                   | Camp del Guinardó, Barcelone Arbitrage : Brias | Camp del Guinardó, Barcelone Arbitrage : Brias |

| 16 octubre 1927 | FC Barcelone                                           | 6 - 0 | US Sants |                              |                              |
|                 | Samitier Modèle:Gol Ramon Modèle:Gol García Modèle:Gol |       |          | Camp de les Corts, Barcelone | Camp de les Corts, Barcelone |
|                 |                                                        |       |          | Camp de les Corts, Barcelone | Camp de les Corts, Barcelone |

| 23 octubre 1927 | FC Barcelone                                         | 3 - 1 | CS Sabadell        |                                                   |                                                   |
|                 | García Modèle:Gol Walter Modèle:Gol Ramon Modèle:Gol |       | Virgili Modèle:Gol | Camp de les Corts, Barcelone Spectateurs : 45,000 | Camp de les Corts, Barcelone Spectateurs : 45,000 |
|                 |                                                      |       |                    | Camp de les Corts, Barcelone Spectateurs : 45,000 | Camp de les Corts, Barcelone Spectateurs : 45,000 |

| 30 octubre 1927 | Terrassa FC | 0 - 1 | FC Barcelone      |          |          |
|                 |             |       | García Modèle:Gol | Terrassa | Terrassa |
|                 |             |       |                   | Terrassa | Terrassa |

| 6 novembre 1927 | FC Barcelone                                         | 6 - 1 | FC Badalona       |                              |                              |
|                 | Ramon Modèle:Gol Sastre Modèle:Gol Arocha Modèle:Gol |       | Forgas Modèle:Gol | Camp de les Corts, Barcelone | Camp de les Corts, Barcelone |
|                 |                                                      |       |                   | Camp de les Corts, Barcelone | Camp de les Corts, Barcelone |

| 13 novembre 1927 | RCD Español                          | 2 - 1 | FC Barcelone      |                                                |                                                |
|                  | Padrón Modèle:Gol Estrada Modèle:Gol |       | Arocha Modèle:Gol | Estadi de Sarrià, Barcelone Arbitrage : Melcon | Estadi de Sarrià, Barcelone Arbitrage : Melcon |
|                  |                                      |       |                   | Estadi de Sarrià, Barcelone Arbitrage : Melcon | Estadi de Sarrià, Barcelone Arbitrage : Melcon |

| 20 novembre 1927 | FC Barcelone                                                                                               | 9 - 1 | FC Gràcia       |                                               |                                               |
|                  | Walter Modèle:Gol Carulla Modèle:Gol Piera Modèle:Gol Ramon Modèle:Gol Sastre Modèle:Gol García Modèle:Gol |       | Roig Modèle:Gol | Camp de les Corts, Barcelone Arbitrage : Ribé | Camp de les Corts, Barcelone Arbitrage : Ribé |
|                  | |       |                 | Camp de les Corts, Barcelone Arbitrage : Ribé | Camp de les Corts, Barcelone Arbitrage : Ribé |

| 27 novembre 1927 | FC Barcelone                          | 3 - 2 | CD Europa                            |                                                  |                                                  |
|                  | Samitier Modèle:Gol García Modèle:Gol |       | Bestit Modèle:Gol Ciordia Modèle:Gol | Camp de les Corts, Barcelone Arbitrage : Villena | Camp de les Corts, Barcelone Arbitrage : Villena |
|                  |                                       |       |                                      | Camp de les Corts, Barcelone Arbitrage : Villena | Camp de les Corts, Barcelone Arbitrage : Villena |

| 4 décembre 1927 | US Sants   | 1 - 6 | FC Barcelone                                                            |                                                       |                                                       |
|                 | Modèle:Gol |       | Ramon Modèle:Gol Piera Modèle:Gol Samitier Modèle:Gol Arocha Modèle:Gol | Camp del carrer Galileu, Barcelone Arbitrage : Mariné | Camp del carrer Galileu, Barcelone Arbitrage : Mariné |
|                 |            |       |                                                                         | Camp del carrer Galileu, Barcelone Arbitrage : Mariné | Camp del carrer Galileu, Barcelone Arbitrage : Mariné |

| 11 décembre 1927 | CS Sabadell | 0 - 4 | FC Barcelone                                           |                                |                                |
|                  |             |       | Ramon Modèle:Gol Arocha Modèle:Gol Samitier Modèle:Gol | Camp de la Creu Alta, Sabadell | Camp de la Creu Alta, Sabadell |
|                  |             |       |                                                        | Camp de la Creu Alta, Sabadell | Camp de la Creu Alta, Sabadell |

| 18 décembre 1927 | FC Barcelone                       | 3 - 0 | Terrassa FC |                              |                              |
|                  | Arnau Modèle:Gol Sastre Modèle:Gol |       |             | Camp de les Corts, Barcelone | Camp de les Corts, Barcelone |
|                  |                                    |       |             | Camp de les Corts, Barcelone | Camp de les Corts, Barcelone |

| 1er janvier 1928 | FC Badalona | 0 - 4 | FC Barcelone                                         |          |          |
|                  |             |       | Sastre Modèle:Gol Arnau Modèle:Gol Parera Modèle:Gol | Badalone | Badalone |
|                  |             |       |                                                      | Badalone | Badalone |

| 15 janvier 1928 | FC Barcelone                          | 2 - 1 | RCD Español      |                                                   |                                                   |
|                 | Samitier Modèle:Gol Arocha Modèle:Gol |       | Vilar Modèle:Gol | Camp de les Corts, Barcelone Arbitrage : Menchaca | Camp de les Corts, Barcelone Arbitrage : Menchaca |
|                 |                                       |       |                  | Camp de les Corts, Barcelone Arbitrage : Menchaca | Camp de les Corts, Barcelone Arbitrage : Menchaca |

| 22 janvier 1928 | FC Gràcia | 0 - 7 | FC Barcelone                                    |           |           |
|                 |           |       | Samitier Modèle:Gol · Ramon Modèle:Gol · Arocha | Barcelone | Barcelone |
|                 |           |       |                                                 | Barcelone | Barcelone |

| 29 janvier 1928 | FC Barcelone | 1 - 0 | CD Europa |                                               |                                               |
|                 | Ramon        |       |           | Stade des Corts, Barcelone Arbitrage : Martín | Stade des Corts, Barcelone Arbitrage : Martín |
|                 |              |       |           | Stade des Corts, Barcelone Arbitrage : Martín | Stade des Corts, Barcelone Arbitrage : Martín |

| Coupe d'Espagne |

| 5 février 1928 | FC Barcelone                  | 4 - 1 | Iberia SC |                                                         |                                                         |
|                | García 20e · Arnau · Samitier |       | Echenique | Stade des Corts, Barcelone Arbitrage : Montero (Madrid) | Stade des Corts, Barcelone Arbitrage : Montero (Madrid) |
|                |                               |       |           | Stade des Corts, Barcelone Arbitrage : Montero (Madrid) | Stade des Corts, Barcelone Arbitrage : Montero (Madrid) |

| 12 février 1928 | FC Barcelone             | 4 - 1 | Real Sociedad |                                                                |                                                                |
|                 | Sastre · Sagi · Samitier |       | But inscrit   | Stade des Corts, Barcelone Arbitrage : Pedro Vallana (Biscaye) | Stade des Corts, Barcelone Arbitrage : Pedro Vallana (Biscaye) |
|                 |                          |       |               | Stade des Corts, Barcelone Arbitrage : Pedro Vallana (Biscaye) | Stade des Corts, Barcelone Arbitrage : Pedro Vallana (Biscaye) |

| 19 février 1928 | CE Europa        | 2 - 3 | FC Barcelone                 |                                                                  |                                                                  |
|                 | Xifreu · Alcázar |       | Samitier · Castillo · Sastre | Camp del Guinardó, Barcelone Arbitrage : Escartín Morán (Madrid) | Camp del Guinardó, Barcelone Arbitrage : Escartín Morán (Madrid) |
|                 |                  |       |                              | Camp del Guinardó, Barcelone Arbitrage : Escartín Morán (Madrid) | Camp del Guinardó, Barcelone Arbitrage : Escartín Morán (Madrid) |

| 26 février 1928 | CD Patria Aragón | 1 - 3 | FC Barcelone                    |                               |                               |
|                 | Lakatos 35e      |       | Juan Ramón 10e · Arocha 22e 30e | Saragosse Arbitrage : Murguia | Saragosse Arbitrage : Murguia |
|                 |                  |       |                                 | Saragosse Arbitrage : Murguia | Saragosse Arbitrage : Murguia |

| 4 mars 1928 | FC Barcelone             | 4 - 4 | Real Unión de Irun              |                                                                              |                                                                              |
|             | Samitier 78e · Piera 55e |       | Regueiro 28e · Errazquin · Alza | Stade des Corts, Barcelone Spectateurs : 45,000 Arbitrage : Montero (Madrid) | Stade des Corts, Barcelone Spectateurs : 45,000 Arbitrage : Montero (Madrid) |
|             |                          |       |                                 | Stade des Corts, Barcelone Spectateurs : 45,000 Arbitrage : Montero (Madrid) | Stade des Corts, Barcelone Spectateurs : 45,000 Arbitrage : Montero (Madrid) |

| 11 mars 1928 | Iberia SC | 0 - 1 | FC Barcelone |                              |                              |
|              |           |       | Mas          | Campo de Torrereo, Saragosse | Campo de Torrereo, Saragosse |
|              |           |       |              | Campo de Torrereo, Saragosse | Campo de Torrereo, Saragosse |

| 18 mars 1928 | Real Sociedad                   | 5 - 4 | FC Barcelone         |                                                                                          |                                                                                          |
|              | Cholín 41e · Mariscal · Yurrita |       | Piera · Sastre · Mas | Stade d'Atocha, Saint-Sébastien Spectateurs : 15,000 Arbitrage : Pedro Vallana (Biscaye) | Stade d'Atocha, Saint-Sébastien Spectateurs : 15,000 Arbitrage : Pedro Vallana (Biscaye) |
|              |                                 |       |                      | Stade d'Atocha, Saint-Sébastien Spectateurs : 15,000 Arbitrage : Pedro Vallana (Biscaye) | Stade d'Atocha, Saint-Sébastien Spectateurs : 15,000 Arbitrage : Pedro Vallana (Biscaye) |

| 25 mars 1928 | FC Barcelone      | 2 - 2 | CE Europa        |                                                |                                                |
|              | Samitier · Arocha |       | Alcázar · Peidró | Stade des Corts, Barcelone Arbitrage : Saracho | Stade des Corts, Barcelone Arbitrage : Saracho |
|              |                   |       |                  | Stade des Corts, Barcelone Arbitrage : Saracho | Stade des Corts, Barcelone Arbitrage : Saracho |

| 1er avril 1928 | FC Barcelone                                          | 7 - 0 | CD Patria Aragón |                            |                            |
|                | Arnau · Samitier Modèle:Gol · Walter · Sastre · Piera |       |                  | Stade des Corts, Barcelone | Stade des Corts, Barcelone |
|                |                                                       |       |                  | Stade des Corts, Barcelone | Stade des Corts, Barcelone |

| 8 avril 1928 | Real Unión de Irun              | 2 - 3 | FC Barcelone             |                                                |                                                |
|              | Platko (c.s.c.) · Sagarzazu 60e |       | Samitier 8e 39e · Sastre | Estadio Gal, Irun Arbitrage : Montero (Madrid) | Estadio Gal, Irun Arbitrage : Montero (Madrid) |
|              |                                 |       |                          | Estadio Gal, Irun Arbitrage : Montero (Madrid) | Estadio Gal, Irun Arbitrage : Montero (Madrid) |

| 15 avril 1928 | FC Barcelone                                         | 7 - 3 | Real Oviedo                              |                                                                    |                                                                    |
|               | Samitier 7e 39e 47e 59e 74e · Sastre 36e · Arnau 83e |       | Barril 50e · Zabala 76e · Caramelero 78e | Stade des Corts, Barcelone Spectateurs : 45,000 Arbitrage : Melcón | Stade des Corts, Barcelone Spectateurs : 45,000 Arbitrage : Melcón |
|               |                                                      |       |                                          | Stade des Corts, Barcelone Spectateurs : 45,000 Arbitrage : Melcón | Stade des Corts, Barcelone Spectateurs : 45,000 Arbitrage : Melcón |

| 29 avril 1928 | Real Oviedo             | 2 - 2 | FC Barcelone    |                                                                 |                                                                 |
|               | Caramelero · Barril 40e |       | Sastre · Arocha | Estadio de Teatinos, Oviedo Arbitrage : Escartín Morán (Madrid) | Estadio de Teatinos, Oviedo Arbitrage : Escartín Morán (Madrid) |
|               |                         |       |                 | Estadio de Teatinos, Oviedo Arbitrage : Escartín Morán (Madrid) | Estadio de Teatinos, Oviedo Arbitrage : Escartín Morán (Madrid) |

| 6 mai 1928 | FC Barcelone                      | 3 - 0 | CD Alavés |                                                |                                                |
|            | Mas · Samitier · Ciriaco (c.s.c.) |       |           | Stade des Corts, Barcelone Arbitrage : Murguia | Stade des Corts, Barcelone Arbitrage : Murguia |
|            |                                   |       |           | Stade des Corts, Barcelone Arbitrage : Murguia | Stade des Corts, Barcelone Arbitrage : Murguia |

| 13 mai 1928 | CD Alavés | 0 - 5 | FC Barcelone               |                                                                    |                                                                    |
|             |           |       | Sastre · Arocha · Samitier | Stade de Mendizorroza, Vitoria Arbitrage : Escartín Morán (Madrid) | Stade de Mendizorroza, Vitoria Arbitrage : Escartín Morán (Madrid) |
|             |           |       |                            | Stade de Mendizorroza, Vitoria Arbitrage : Escartín Morán (Madrid) | Stade de Mendizorroza, Vitoria Arbitrage : Escartín Morán (Madrid) |

| 20 mai 1928 | FC Barcelone | 1 - 1 | Real Sociedad |                                                                                       |                                                                                       |
| 16:30       | Samitier 53e |       | Mariscal 83e  | El Sardinero, Santander Spectateurs : 18,000 Arbitrage : Vallana Jeanguenat (Biscaye) | El Sardinero, Santander Spectateurs : 18,000 Arbitrage : Vallana Jeanguenat (Biscaye) |
| 16:30       |              |       |               | El Sardinero, Santander Spectateurs : 18,000 Arbitrage : Vallana Jeanguenat (Biscaye) | El Sardinero, Santander Spectateurs : 18,000 Arbitrage : Vallana Jeanguenat (Biscaye) |

| 22 mai 1928 | FC Barcelone | 1 - 1 | Real Sociedad |                                                                                  |                                                                                  |
| 11:00       | Piera 63e    |       | Kiriki 32e    | El Sardinero, Santander Spectateurs : 15,000 Arbitrage : Escartín Morán (Madrid) | El Sardinero, Santander Spectateurs : 15,000 Arbitrage : Escartín Morán (Madrid) |
| 11:00       |              |       |               | El Sardinero, Santander Spectateurs : 15,000 Arbitrage : Escartín Morán (Madrid) | El Sardinero, Santander Spectateurs : 15,000 Arbitrage : Escartín Morán (Madrid) |

| 29 juin 1928 | FC Barcelone                          | 3 - 1 | Real Sociedad |                                                                   |                                                                   |
| 17:00        | Samitier 8e · Arocha 21e · Sastre 25e |       | Zaldua 16e    | El Sardinero, Santander Spectateurs : 17,000 Arbitrage : Sarancho | El Sardinero, Santander Spectateurs : 17,000 Arbitrage : Sarancho |
| 17:00        |                                       |       |               | El Sardinero, Santander Spectateurs : 17,000 Arbitrage : Sarancho | El Sardinero, Santander Spectateurs : 17,000 Arbitrage : Sarancho |

| Copa del Rey Vainqueur 1928 |
| --------------------------- |
| FC Barcelone 8e Titre       |